# HD125335
HD125335 — хімічно пекулярна зоря спектрального класу A4, що має видиму зоряну величину в смузі V приблизно  7,2.
Вона  розташована на відстані близько 270,2 світлових років від Сонця.